# Кванза (свято)
Кванза (англ. Kwanzaa, [ˈkwɑːn.zə]) — це тижневе свято, що відзначається у США і в інших країнах африканської діаспори в Америці. Святкування вшановує африканську спадщину в афроамериканській культурі і триває з 26 грудня по 1 січня, завершуючись обміном подарунками. Кванза має сім основних принципів (Nguzo Saba). Свято започаткував Маулана Каренга; уперше його відзначили у 1966-67 роках.

## Історія й етимологія
Маулана Каренга придумав Кванзу в 1966 році, як перше суто афроамериканське свято, (див. також Juneteenth). За словами Каренги, назва «Кванза» походить від вислову matunda ya kwanza мовою суахілі, що означає «перші плоди врожаю», хоча звичайним перекладом буде просто «перші плоди». Вибір суахілі, східноафриканської мови, відображає її статус як символу панафриканізму, особливо в 1960-ті роки, хоча більша частина трансатлантичної работоргівлі, внаслідок якої африканці опинилися в Америці, відбувалася в Західній Африці.
Кванза — це святкування, корені якого сягають чорного націоналістичного руху 1960-х, воно було започатковане, щоб допомогти афроамериканцям воз'єднатися зі своєю африканською культурною та історичною спадщиною через об'єднання в медитації і вивченні африканських традицій і Nguzo Saba, «семи принципів африканської спадщини», які, за словами Каренги, є «комунітарною африканською філософією». Для Каренги, вагомої фігури чорного руху 1960-х і 1970-х років, створення таких свят також підкреслило важливіший постулат, що «спочатку має бути культурна революція, а насильницька революція потім. Культурна революція дає ідентичність, мету і напрям.»
У перші роки Кванзи, Каренга говорив, що вона задумана як альтернатива Різдву, що Ісус був психом, і що християнство — це біла релігія, якої чорні люди повинні цуратися. Однак з часом, коли Кванза отрималала своїх прихильників, Каренга змінив свою позицію так, що практикуючі християни не відчужувались, заявивши в 1997 році у публікації Kwanzaa: A Celebration of Family, Community, and Culture, таке: «Кванза створена не для того, щоб давати людям альтернативу їхній релігії чи релігійним святам.» Багато афроамериканців, які святкують Кванзу, роблять це на додачу до святкування Різдва.

## Принципи і символи

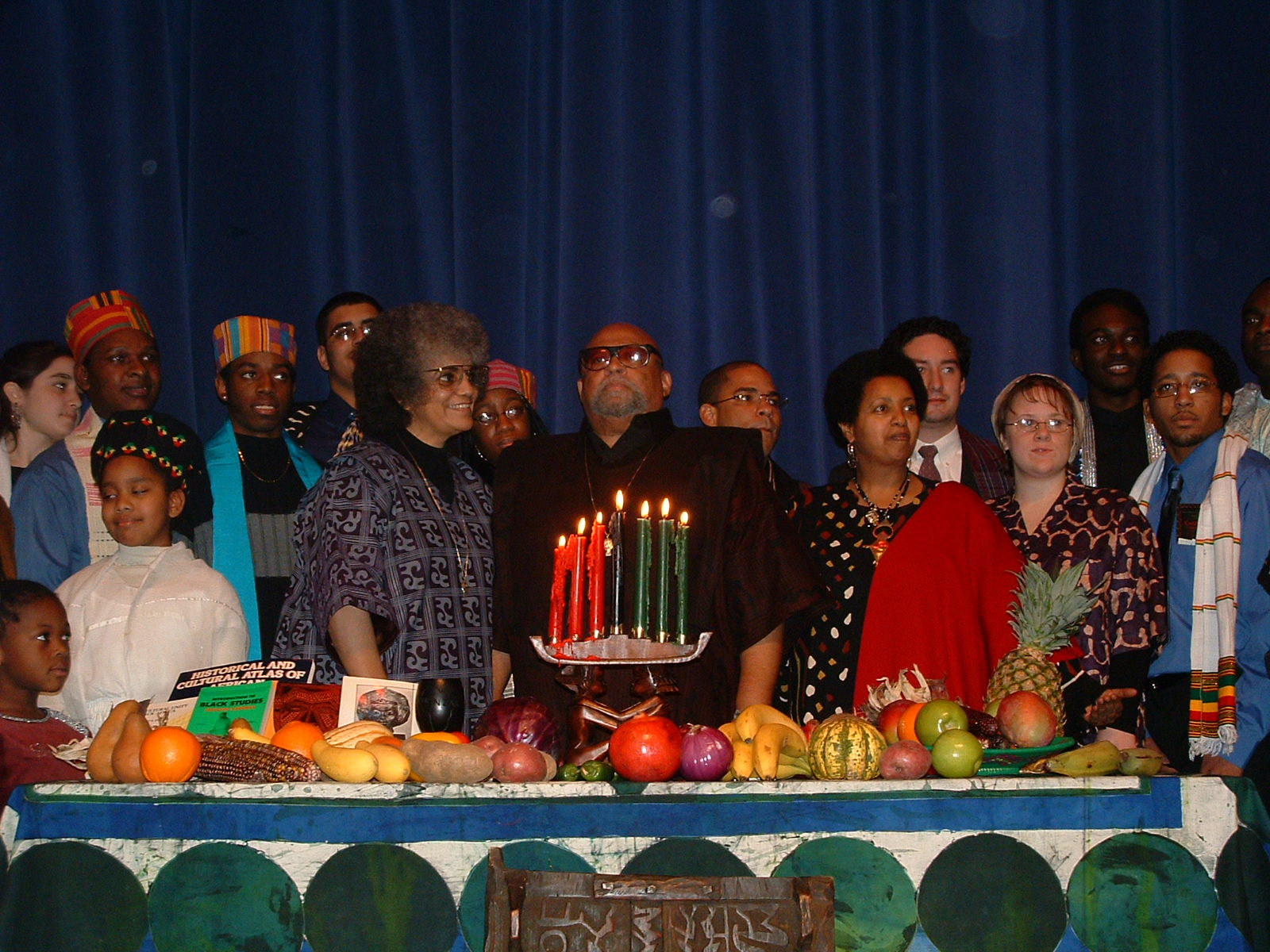
Свято Кванза з його засновником та іншими, 2003 рік

Кванза вшановує Nguzo Saba, що її засновник назвав сімома принципами Кванзи (спочатку Nguzu Saba — сім принципів африканської спадщини). Каренга назвав їх «найкращою африканською думкою і практиками в постійному обміні зі світом». Ці сім принципів становлять Kawaida, мовою суахілі це слово означає «спільний». Кожен з семи днів Кванзи присвячена одному з таких принципів:
- Umoja (єдність): прагнути і підтримувати єдність у родині, громаді, нації і расі.
- Kujichagulia (самовизначення): визначити і назвати себе, а також створювати і говорити за себе.
- Ujima (колективна праця й відповідальність): створювати й підтримувати свою спільноту разом і робити проблеми братів і сестер своїми проблемами, і вирішувати їх разом.
- Ujamaa (кооперативна економіка[en]): будувати і підтримувати власні магазини, крамниці та інші підприємства і разом отримувати від них вигоди.
- Nia (мета): зробити своїм колективним покликанням створення і розвиток спільноти для того, щоб відновити народ до його традиційної величі.
- Kuumba (творчість): завжди робити стільки, скільки можемо, як ми можемо, для того, щоб залишити свою спільноту красивішою і кориснішою, ніж так, якою її успадкували.
- Imani (віра): вірити всім серцем у свій народ, своїх батьків, своїх вчителів, своїх лідерів, праведність і перемогу своєї боротьби.

До святкових символів Кванзи належать мат (Mkeka), на якому розкладені кінара (підсвічник), Mishumaa Saba (сім свічок), mazao (зерно), Muhindi (кукурудза), а Kikombe cha Umoja (чаша єдності) для вшанування і подяки (shukrani) африканським предкам, і Zawadi (подарунки). Додатково можуть бути плакат Nguzo Saba, чорно-червоно-зелений прапор (bendera), і африканські книги і твори мистецтва — все для представлення цінностей і понять, що відображають африканську культуру і внесок в становлення спільноти. Кукурудза є основним символом як для прикрас, так і для святкового обіду.

## Дотримання

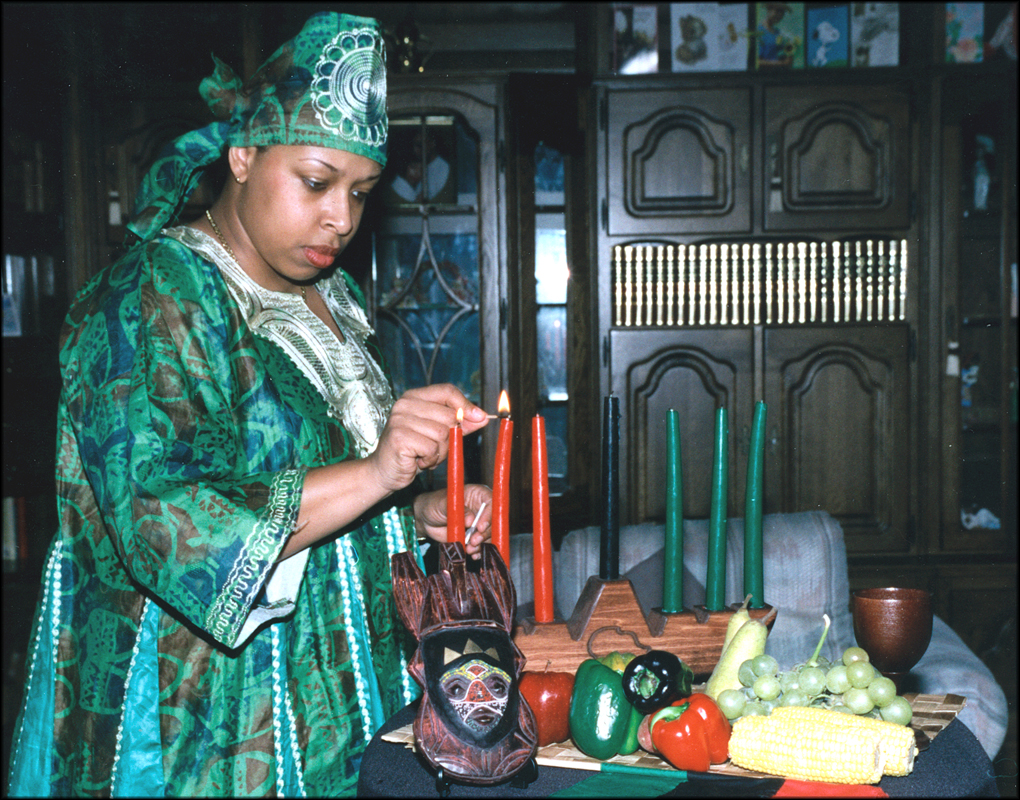
Жінка запалює свічки в кінарі

Родини, що святкують Кванзу, прикрашають домівки предметами мистецтва, барвистими африканськими тканинами, такими як кенте, і свіжими фруктами, які зображають африканський ідеалізм. До святкувань прийнято залучати дітей і віддавати шану предкам. Узливання, зазвичай, робляються загальною чашею, Kikombe cha Umoja, яка передається по колу. Не-афроамериканці теж святкують Кванзу. Святкове вітання звучить як «Радісної Кванзи».
Церемонія Кванзи може включати барабани і музичні номери, узливання, читання, обговорення африканського принципу дня або епізоду з історії Африки, ритуал запалювання свічок, виставу, і, нарешті, бенкет (караму). Вітання на кожний день Кванзи звучить як «Хабарі Гані?» (Habari Gani?), що мовою суахілі означає «Як справи?»
Спочатку ті, хто відзначає Кванзу, уникали змішання свята чи його символів, цінностей і практик з іншими святами, оскільки це порушуватиме принцип kujichagulia (самовизначення) і тим самим порушить цілісність свята, яке частково призначене для відновлення важливих африканських цінностей. Згодом багато афроамериканських сімей почали святкувати це свято разом із Різдвом і Новим Роком. Часто на свята новорічні ялинки і кінари з традиційними свічками опиняються поряд. Для людей, які відзначають обидва свята, Кванза є можливістю включити елементи своєї етнічної спадщини у святкові обряди і традиції Різдва.
Щороку у Центрі виконавських мистецтв імені Джона Ф. Кеннеді відбувається святкування «Дух Кванзи», що включає танець-інтерпретацію, африканські танці, пісні та вірші.

## Популярність
Національна федерація роздрібної торгівлі США]] спонсорує маркетингове опитування на зимові свята починаючи з 2004 року, і в 2015 році 1,9 % опитаних планували відсвяткувати Кванзу — близько шести мільйонів чоловік. У промові 2006 року, Маулана Каренга стверджував, що Кванзу святкує 28 мільйонів людей. Він завжди стверджував, що вона відзначається у всьому світі. Лі Д. Бейкер подає число 12 мільйонів. Афроамериканський культурний центр у 2009 році називав число 30 мільйонів осіб.
За даними професора Кіта Меєса з університету Міннесоти, автора Kwanzaa: Black Power and the Making of the African-American Holiday Tradition, популярність у США «вирівнялася», оскільки рух чорних сил пішов на спад, і станом на 2009 рік у США святкували Кванзу від 500 тисяч до двох мільйонів людей, або від одного до п'яти відсотків афроамериканців. Меєс додав, що тепер її святкують білі інституції.
Починаючи з 1990-х років свято почало комерціалізовуватися, перша листівка Hallmark була продана в 1992 році, і було певне занепокоєння, що це зашкодить цінностям свята.
Свято також поширилося в Канаді і відзначається чорношкірими канадцями подібно до того, як і в Сполучених Штатах. Згідно з Лінгвістичним порталом Канади, «ця досить нова традиція [теж] здобула популярність у Франції, Великій Британії, Ямайці та Бразилії».
У Бразилії термін Кванза застосовувався як синонім для святкувань під час Black Awareness Day, який відзначається 20 листопада на честь Зумбі, що має мало спільного з оригінальною Кванзою.
У 2009 році Майя Энджелоу представила документальний фільм Чорна свічка про Кванзу.
Степан Мештрович, професор соціології Техаського університету, бачить Кванзу як приклад постмодернізму. Згідно з Мештровичем, сучасне суспільство відкинуло давні традиції як расистські, сексистські чи інакше образливі, але оскільки життя в світі, де все неправдиве, надто страшне для більшості людей, то були створені «добрі» і «синтетичні» традиції, як Кванза, що допомагають впоратися з нігілістичним, індивідуалістичним сучасним суспільством.